# اولیس (فیلم ۱۹۵۴)
اولیس (انگلیسی: Ulysses) فیلمی در ژانر فانتزی به کارگردانی ماریو باوا است که در سال ۱۹۵۴ منتشر شد.

## بازیگران
- سیلوانا مانگانو
- کرک داگلاس
- آنتونی کوئین
- روسانا پودستا
- فرانکو اینترلنگی
- ماریو فلیچانی
- بنیتو استفانلی
- النا زارسکی
- میمو پُلی
- پی‌یرو لولی
- آندرئا بوزیچ
- میکله ریکاردینی
- گوالتیه‌رو تومیاتی
- سیلوی
- آلساندرو فرسن